# Miguel Ángel Félix Gallardo
Artikeln följer den spanska namnseden; faderns efternamn är Félix och moderns efternamn Gallardo.

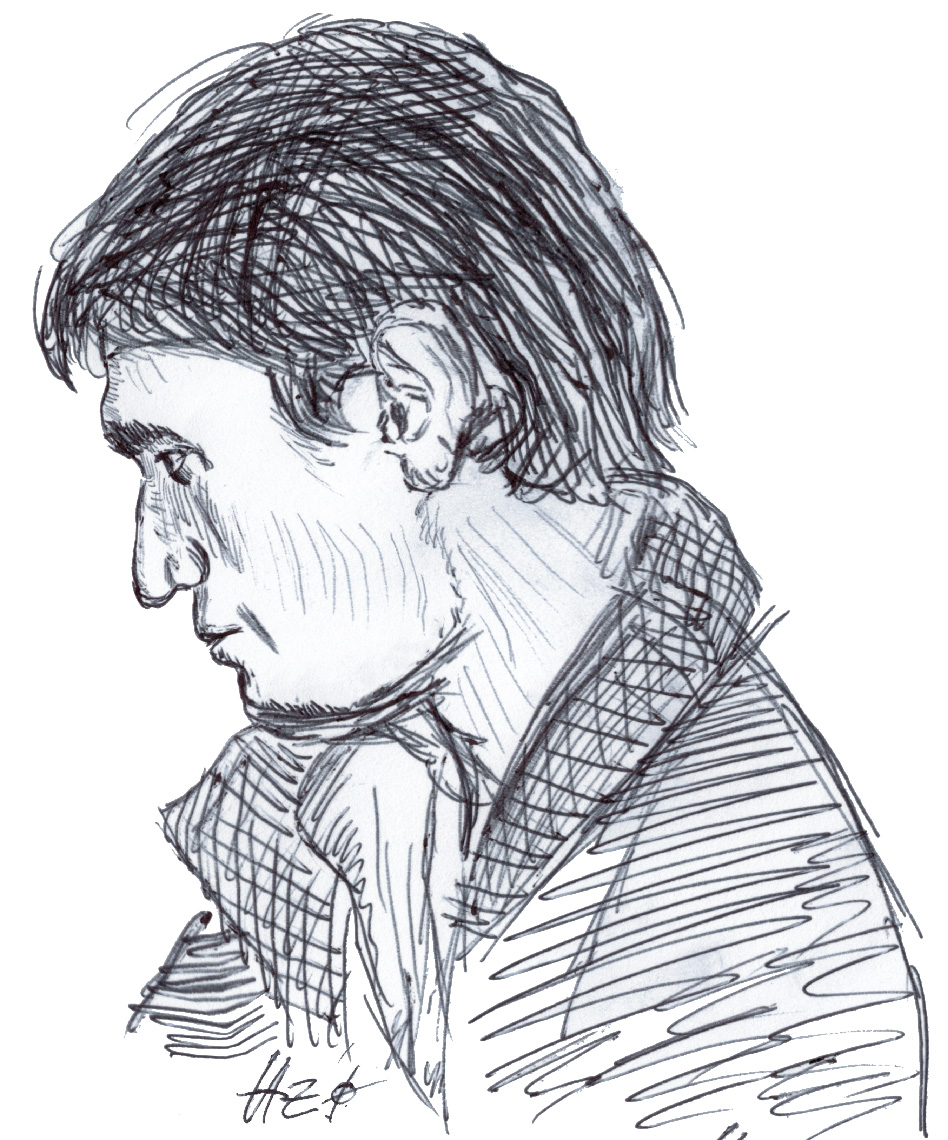
En avbildning av Miguel Ángel Félix Gallardo när han greps 1989.

Miguel Ángel Félix Gallardo, går under smeknamnet El Padrino (svenska: Gudfadern), född 8 januari 1946 i Culiacán i Sinaloa, är en mexikansk före detta knarkkung. Han ledde, tillsammans med Rafael Caro Quintero och Ernesto Fonseca Carrillo, brottssyndikatet Cártel de Guadalajara mellan 1980 och 1989. Cártel de Guadalajara var den dominanta drogkartellen i Mexiko som förde in först marijuana och sen senare annan narkotika som bland annat kokain in till USA, när han kom i kontakt med de colombianska kartellerna Calikartellen och Medellínkartellen via honduranen Juan Matta-Ballesteros.
Han har en bakgrund som federal polis och varit livvakt åt delstatsguvernören för Sinaloa, Leopoldo Sánchez Celis. I ett senare skede kom han i kontakt med knarkkungen Pedro Avilés Pérez och dennes smugglingsorganisation. Félix Gallardo blev tilldelad att arbeta med att muta poliser, politiker och statstjänstemän. I Avilés Pérezs brottssyndikat ingick även Caro Quintero och Fonseca Carrillo. Den 15 september 1978 blev Avilés Pérez skjuten till döds av mexikanska federala poliser i staden Culicán. Félix Gallardo gick ihop med de nämnda och 1980 grundade de Cártel de Guadalajara.
1984 fick den amerikanska narkotikapolisen United States Drug Enforcement Administration (DEA) information om att Cártel de Guadalajara hade ett plantage i delstaten Chihuahua och som gick under namnet Rancho El Búfalo. Den var mer än 1 000 hektar stor och där de odlade årligen marijuana till ett dåtida värde av åtta miljarder dollar och kunde förse hela den amerikanska narkotikamarknaden med marijuana. DEA, mexikanska federala poliser och den mexikanska armén drog igång en operation, ledd av DEA-agenten Enrique "Kiki" Camarena, och de slog till mot Rancho El Búfalo och förstörde nästan 11 000 ton marijuana till ett värde på 2,5 miljarder dollar. Det gick svallvågor inom drogkartellen och man utlyste hämnd. Caro Quintero var ursinnig och beordrade om att Camarena skulle mördas. Brottssyndikatet, främst Félix Gallardo, var redan djupt bekymrade över Camarena, som ansågs vara ett stort hot mot drogkartellens existens eftersom Camarena höll också på att utreda kopplingar mellan dem, den mexikanska säkerhetstjänsten Dirección Federal de Seguridad (DFS) och Institutionella revolutionära partiet, som gav Cártel de Guadalajara obegränsat med beskydd. Den 7 februari fann de Camarena och kidnappade honom och utsatte Camarena för ohygglig tortyr och hölls i liv i mer än 30 timmar via läkemedel. Samma öde gick piloten, som flög Camarenas helikopter, Alfredo Zavala Avelar till mötes. När kropparna återfanns drog USA igång en av de största operationerna som amerikansk rättsväsende har gjort i syfte att hitta gärningsmännen och det tog inte långt tid innan de kunde identifiera individer som bland andra Félix Gallardo som var delaktiga i detta. Félix Gallardo höll sig dock undan tills april 1989, mycket tack vare politiskt beskydd, vilket ledde till brottssyndikatet upplöstes. Han dömdes till 37 år i fängelse.
Han satt på mexikanskt delstatligt fängelse fram till mitten av 1990-talet när det framkom att han var i kontakt med drogkarteller utanför murarna via mobila telefoner, den federala regeringen överförde honom till det federala högriskfängelset i delstaten Mexiko. 2014 blev han dock överförd till fängelse med lägre säkerhet på grund av sviktande hälsa. 2019 fick Félix Gallardo avslag på att omvandla fängelsestraffet till husarrest.